# Dexia buccata
Dexia buccata là một loài ruồi trong họ Tachinidae.